# Jedins återkomst
Jedins återkomst (engelska: Return of the Jedi), även känd som Star Wars: Episod VI – Jedins återkomst (engelska: Star Wars: Episode VI – Return of the Jedi), är en amerikansk science fiction-film som hade biopremiär i USA den 25 maj 1983, regisserad av Richard Marquand.

## Handling
Luke Skywalker och hans vänner befinner sig åter på ökenplaneten Tatooine, för att där rädda Han Solo ifrån maffiabossen Jabba the Hutts palats. Räddningsaktionen lyckas så småningom, och Luke återvänder till planeten Dagobah för att slutföra sin jediträning under mäster Yoda. Yoda berättar för Luke att han redan kan allt han behöver, och han erkänner också att Darth Vader verkligen är Lukes far. Yoda dör sedan av ålderdom.
Den ensamme Luke möts nu av sin forne mentor Obi-Wan Kenobis ande. Obi-Wan berättar för Luke att han är rebellernas enda hopp tillsammans med sin syster som Luke hittills inte känt till – prinsessan Leia. Luke säger dock att han aldrig kommer att kunna döda sin egen far.
Luke återvänder till rebellflottan och får tillsammans med sina vänner i uppdrag att bege sig till månen Endor för att förgöra en kraftgenerator som är nödvändig för att Rymdimperiets nya Dödsstjärna ska fungera. På Endor får rebellerna oväntad hjälp av det lilla björnlika folket ewokerna, och rebellerna lyckas till slut under ledning av Han och Leia att förgöra generatorn.
Samtidigt ger sig Luke av mot Dödsstjärnan tillsammans med Vader för deras slutgiltiga duell inför Rymdimperiets överhuvud – Kejsaren. Lukes mål är att omvända sin far till Kraftens ljusa sida, medan Vaders och Kejsarens mål är den direkta motsatsen – att vända Luke till den mörka sidan. Luke lyckas besegra Vader i duell man mot man, men vägrar sedan att döda honom. Då blir Kejsaren rasande och försöker döda Luke. I sista stund byter Vader sida och dödar istället Kejsaren. Vader blir dock själv dödligt sårad i samband med detta.
Luke tar av masken på den döende Vader, och får för första gången se ansiktet på sin far – Anakin Skywalker. Anakin dör och Luke flyr från Dödsstjärnan, precis innan den exploderar efter att ha förgjorts av rebellernas rymdpiloter under ledning av Lando Calrissian. På Endor firar man rebellernas seger över Rymdimperiet, och Luke får syn på andarna av sina döda lärare Obi-Wan och Yoda – och bredvid dem står hans far Anakin.

## Om filmen
- Jedins återkomst är den tredje produktionen i serien av Star Wars-filmer, men är den sjätte delen sett till berättelsens kronologi.
- Det är enda gången James Earl Jones är krediterad som Darth Vaders röst.
- Filmen hade Sverigepremiär den 30 september 1983[2] på biograferna Rigoletto och Ri-tvåan i Stockholm.
- Filmen spelades till stor del in i USA. Scenerna som föreställer Endor spelades in i Redwood nationalpark i Kalifornien.[3] Vid sanddynerna Buttercup Valley i Yumaöknen i Arizona byggdes Jabba the Hutts flygfarkost.[4]

## Rollista (i urval)
| Mark Hamill                           | – Luke Skywalker                                     |
| Harrison Ford                         | – Han Solo                                           |
| Carrie Fisher                         | – Prinsessan Leia                                    |
| Billy Dee Williams                    | – Lando Calrissian                                   |
| Ian McDiarmid                         | – Kejsaren                                           |
| David Prowse                          | – Darth Vader                                        |
| James Earl Jones                      | – Darth Vader (röst)                                 |
| Sebastian Shaw                        | – Darth Vader (avmaskerad), Anakin Skywalkers vålnad |
| Hayden Christensen (DVD-utgåvan 2004) | – Anakin Skywalkers vålnad                           |
| Anthony Daniels                       | – C-3PO                                              |
| Kenny Baker                           | – R2-D2                                              |
| Peter Mayhew                          | – Chewbacca                                          |
| Alec Guinness                         | – Obi-Wan "Ben" Kenobi                               |
| Frank Oz                              | – Yoda (röst)                                        |
| Denis Lawson                          | – Wedge Antilles                                     |
| Kenneth Colley                        | – Amiral Piett                                       |
| Warwick Davis                         | – Wicket                                             |
| Jeremy Bulloch                        | – Boba Fett                                          |
| Caroline Blakiston                    | – Mon Mothma                                         |
| Timothy M. Rose                       | – Amiral Ackbar                                      |
| Michael Carter                        | – Bib Fortuna                                        |
| Mike Quinn                            | – Nien Nunb                                          |
| David Alan Barclay                    | – Jabba the Hutt                                     |
| Larry Ward                            | – Jabba the Hutt (röst)                              |